# Juridiction de Sternenberg
?–1798
Entités suivantes :
- District de Berne
- District de Laupen

La juridiction de Sternenberg est une juridiction de haute-justice du landgraviat de Bourgogne de l'Aar (Burgundia circa Ararim). Le landgraviat appartient à la maison de Neuchâtel-Nidau, puis aux Kibourg-Berthoud et enfin à Berne dès 1388.

## Histoire
La juridiction de Sternenberg est une des juridictions du landgraviat de Bourgogne de l'Aar, les autres étant la juridiction de Seftigen et le bailliage de Nidau.
La juridiction dépend du banneret de la corporation des Forgerons.
De la juridiction dépendent les territoires suivants :
- Bümpliz (la haute justice dépendant du grand sautier de la ville de Berne) ;
- Bailliage de Laupen (en partie) ;
- Frauenkappelen (la haute justice dépendant du grand sautier de la ville de Berne) ;
- Köniz (la haute justice dépendant du grand sautier de la ville de Berne).

En 1803, le territoire de la juridiction est réparti entre les bailliages (oberamt) puis districts de Berne et Laupen.